# Anolis ignigularis
Anolis ignigularis — вид ігуаноподібних ящірок родини анолісових (Dactyloidae). Ендемік Домініканської Республіки.

## Поширення і екологія
Anolis ignigularis мешкають на півдні і сході острова Гаїті, зокрема на півострові Самана. Вони живуть в тропічних лісах.